# Tacoaleche
Tacoaleche es la segunda, localidad más poblada y grande del municipio Guadalupe, Zacatecas, (México), solo por detrás de la cabecera municipal Guadalupe. Cuenta con una superficie de 140 km²; que se encuentra localizado en la región central de los valles, en la parte sur del Estado de Zacatecas, caracterizada por su situación semidesértica. Limita al norte con los ejidos de San José de la Era, El Lampotal y El Bordo; al este con La Luz y Casa Blanca; al occidente con Sauceda de la Borda; y al sur con Zóquite y Santa Mónica.
Se localiza en las coordenadas 22°49'27.21" de latitud norte y 102°24'38.71" de longitud oeste; tiene una altura de 2126 metros sobre el nivel del mar, y el pueblo está al oriente y a una distancia de 26 km de la Ciudad de Zacatecas.

## Orografía
Predominan los lomeríos (con una pendiente de 8 %), sobre todo hacia el oriente. Sus suelos son del tipo cenozoico cuaternario, aluviones, y su composición corresponde a los del tipo castaño o chesnut y café rojizo; también los hay calizos.

## Hidrología
El acuífero de Chupaderos, sobre el cual se localiza el ejido de Tacoaleche, está constituido por un medio granular en los depósitos de aluvión recientes y en el conglomerado contemporáneo, formado por arenas, gravas y arcillas que, en general, presentan una permeabilidad alta. Este se localiza al sur-occidente del área, formando la Sierra de Zacatecas, que está compuesta por rocas extrusivas e intrusitas. Hacia el norte se observa una elevación topográfica más suave, que está constituida por rocas metamórficas, ígneas y sedimentarias (CNA, 2002).

## Clima
El clima es de tipo BSk, es decir, seco estepario con lluvias escasas y esporádicas (sobre todo en verano). Prevalece una temperatura media de 16 °C, con una precipitación pluvial de 300 a 400 ml. Los vientos dominantes en primavera son del sur, sureste, este, noreste, noroeste y suroeste, con una velocidad de 8 km/hr; en verano son del sur, sureste, este y oeste con velocidad de 3 km/hr; en invierno vienen del sur, suroeste, este y noroeste con una velocidad de 14 km/hr, sureste y oeste de 8 km/hr y del norte a 3 km/hr.